# Монтеджордано
Монтеджордано (італ. Montegiordano, сиц. Muntegiurdanu) — муніципалітет в Італії, у регіоні Калабрія,  провінція Козенца.
Монтеджордано розташоване на відстані близько 400 км на південний схід від Рима, 130 км на північ від Катандзаро, 90 км на північ від Козенци.
[[Файл:|thumb|300px|none|]]
Населення — 1899 осіб (2014).
Щорічний фестиваль відбувається 13 червня. Покровитель — Sant'Antonio di Padova.

## Демографія
Населення за роками:

Станом на 1 січня 2023 року в муніципалітеті офіційно проживали 63 іноземці з 13 країн, серед них 36 громадян країн Євросоюзу та 3 громадяни України.

## Сусідні муніципалітети
- Канна
- Оріоло
- Рокка-Імперіале
- Розето-Капо-Спуліко